# بلویه (سرزمین آلتای)
بلویه (به لاتین: Beloye) یک منطقهٔ مسکونی در روسیه است که در سرزمین آلتای واقع شده‌است.